# Ville Volvo
Ville Volvo är en liten bok som gavs ut till alla barn som var födda 1945. Boken kom från Volvo 1952. Boken skrevs av Kurt Frankman och Nils Arild. Anledningen till att boken gavs ut till barn var att Volvo ville försöka påverka unga svenskar.